# Zongshen
La Zongshen (in cinese: 宗申) è un'azienda cinese produttrice principalmente di motociclette e scooter, ma anche di quadricicli leggeri, quad e generatori elettrici, fondata da Zuo Zongshen

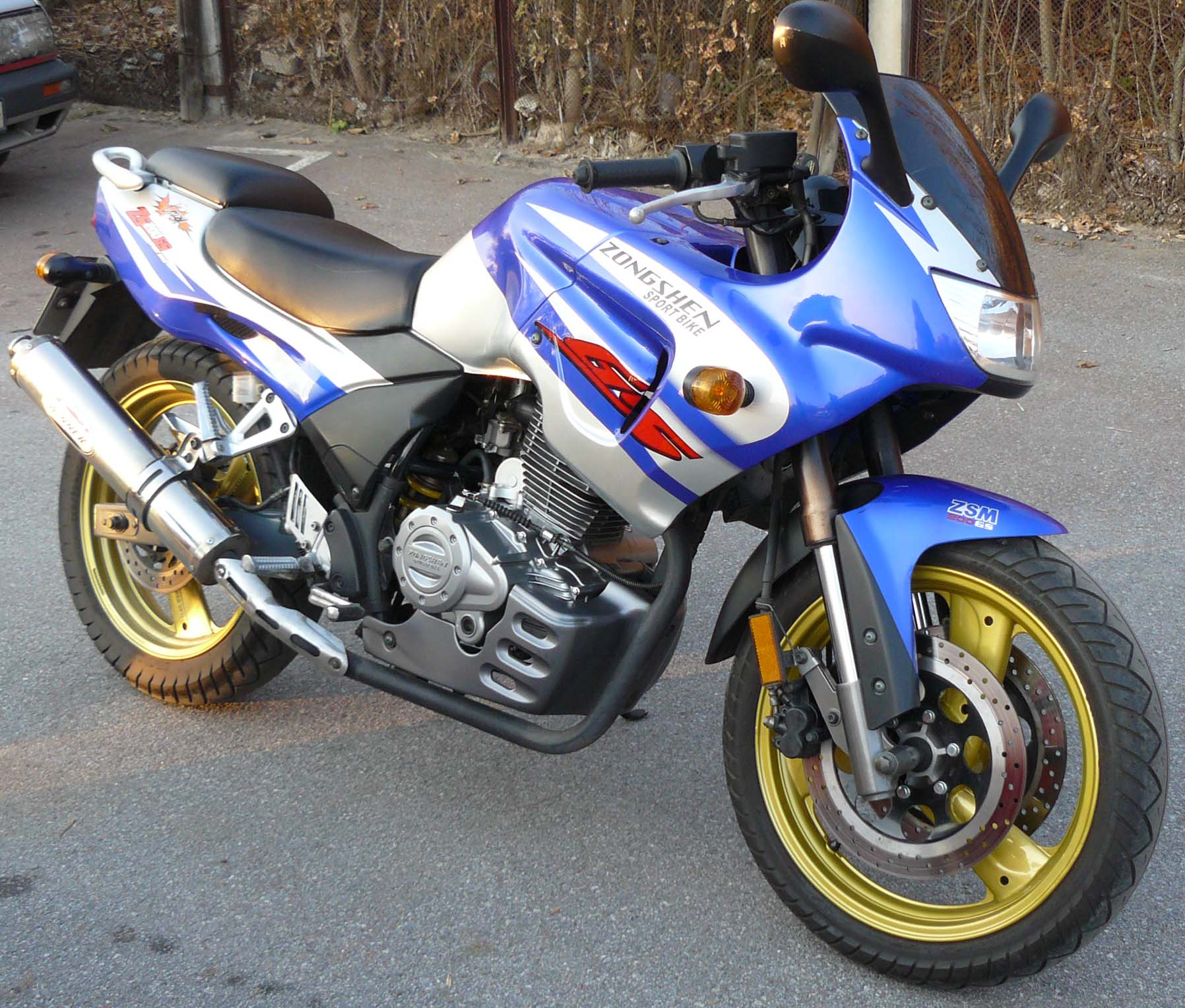

nel 1982 e con sede a Chongqing.

## Storia
Nel 2004 ha siglato un memorandum con Harley Davidson, mentre nel 2005 ha siglato un accordo di collaborazione con la Piaggio.

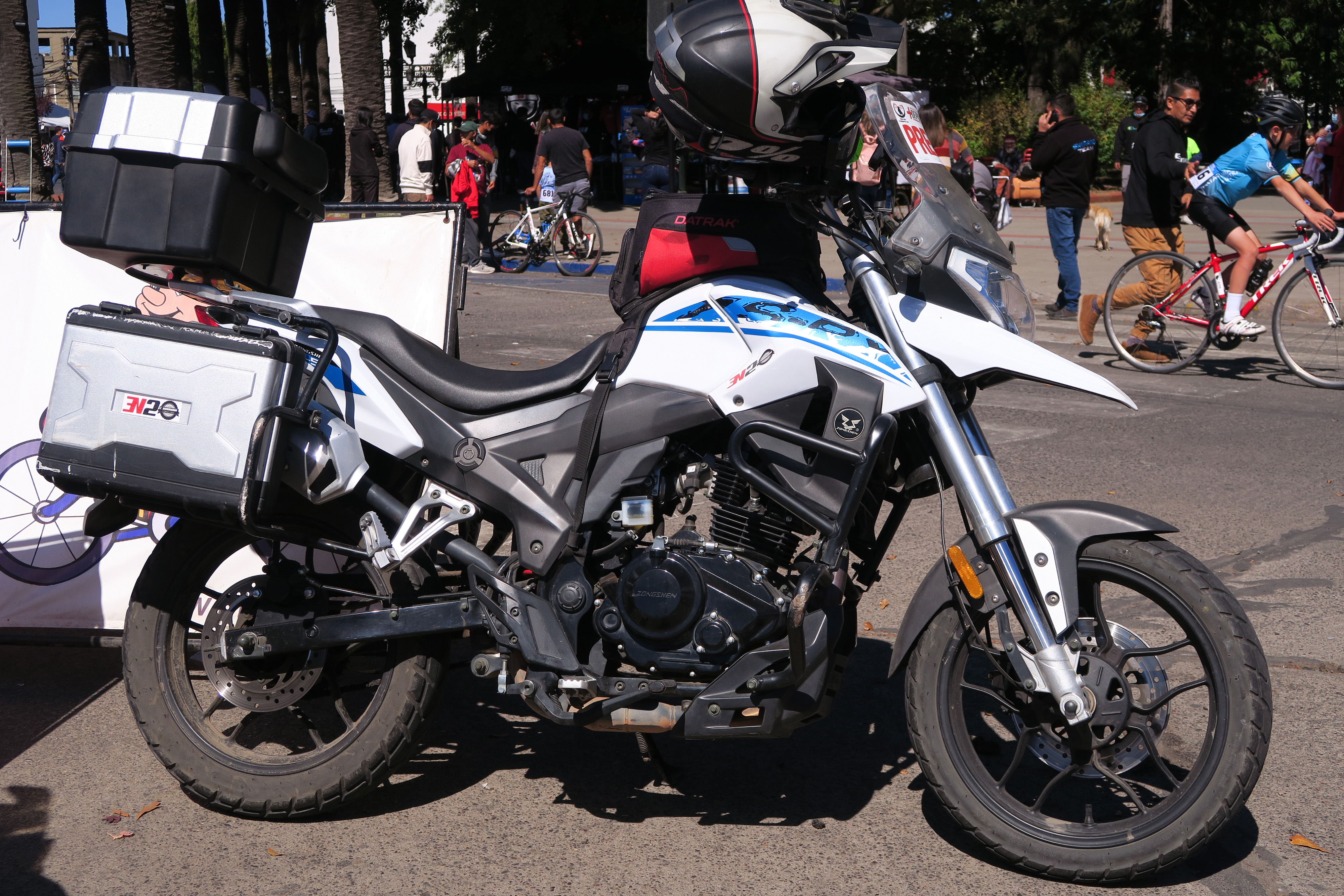

Nel 2007, la Zongshen ha investito 300 milioni di CNY in un nuovo centro di ricerca e sviluppo a Chongqing, per progettare e produrre nuovi modelli di motociclette. Due anni più tardi, la Zongshen ha acquisito la casa motociclistica brasiliana Kasinski, che ha cessato le attività nel 2014. Il fatturato nel 2010 è stato di 2 miliardi di CNY.
Nel 2012 Zongshen ha esportato circa il 30% della sua produzione di motociclette, principalmente nel Regno Unito, Italia, Spagna, Portogallo, Bielorussia, Russia, Argentina, Colombia e Brasile. Nel 2017 ha raggiunto un fatturato di 5,17 miliardi di CNY.

## Modelli
- ZS 50 GY
- ZS 110-26
- ZS 125-2
- ZS 125-4
- ZS 125 GY-A
- ZS 125 ST ATV
- ZS 125 T-7
- ZS 125 T-8
- ZS 150 GY
- ZS 200 GY
- ZS 250 GY-3
- ZS 125 T-30
- ZS 200 GS
- ZS 250 GS
- ZS 250-5